# Calle Ricardo Morales
La Calle Ricardo Morales es una arteria vial de Santiago de Chile, ubicada en el barrio El Llano de la comuna de San Miguel. Nace en la Calle Magdalena Vicuña, y, luego de 0,75 kilómetros, finaliza en la calle Soto Aguilar.

## Características
Es una de las principales calles del barrio, junto a la calle José Joaquín Vallejos y San Ignacio. 
Esta calle rodea la Plaza El Llano, una famosa plaza del sector y núcleo del barrio, además de Zona de Conservación Histórica.
Esta calle colinda al Estadio El Llano, un Inmueble de Conservación Histórica por su antigüedad y patrimonio. Fue construido en 1924 por el arquitecto Ricardo Gonzáles Cortés.

## Historia
Fue una de las calles que Ramón Subercaseaux proyectó en su plan de urbanización de su chacra. 
Esta calle fue conocida por la teleserie de Canal 13 "¿Te conté?" en el año 1990, ya que gran parte de la historia transcurría en una casona de ésta. En la teleserie la casa representaba la pensión Forza Italia. 
Hasta los años 40 esta calle tenía por nombre Calle Guillermo Eyzaguirre o simplemente Eyzaguirre. Su numeración anterior comenzaba en el 2881 y terminaba en 3260. 

En los años 40 por esta calle transitaban autobuses parte del recorrido 36 - Matadero. Las góndolas regresaban desde la calle San Nicolás, pasaban por G° Eyzaguirre y llegaban hasta el paradero de Independencia. 

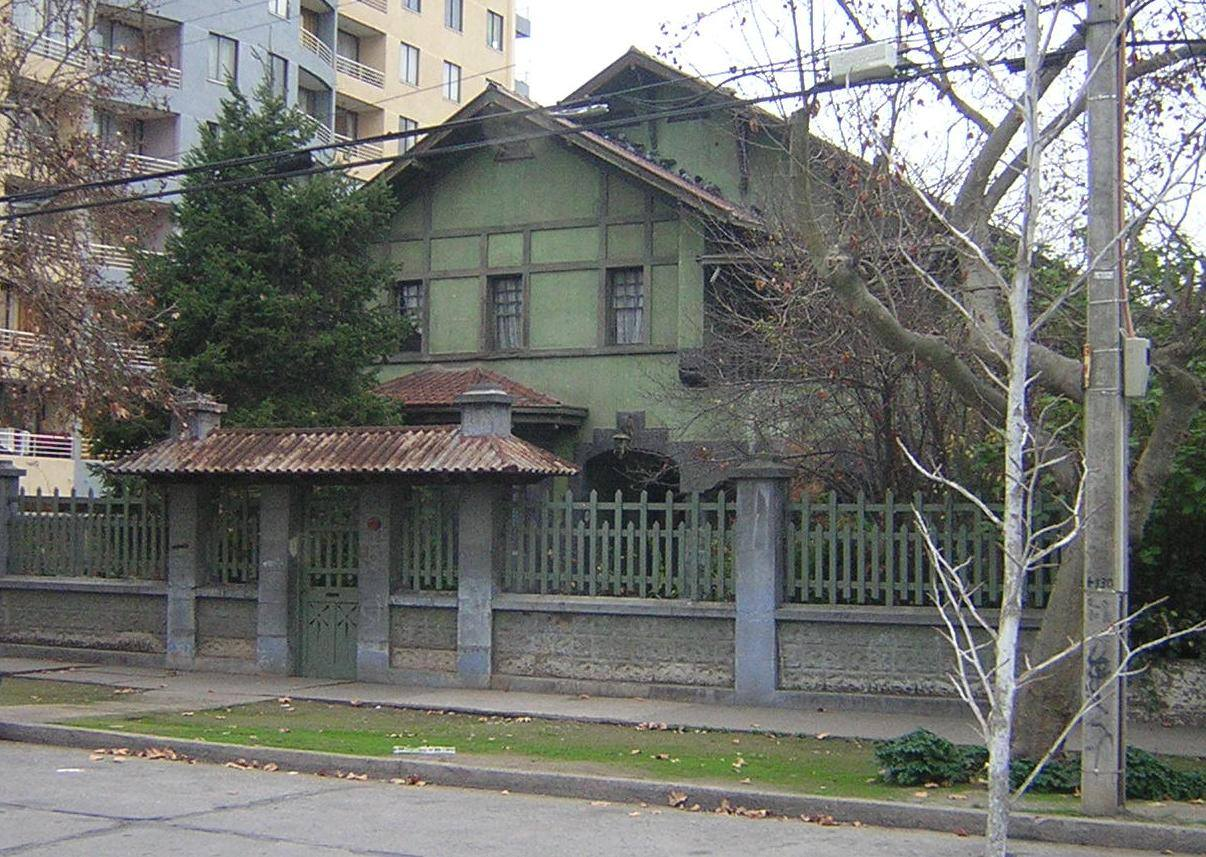
Casa que representaba a la pensión Forza Italia en "Te conté"; fue demolida en 2008.

El 31 de enero de 1944 se promulgó la Ley 7767. Aquella ley dispuso en su artículo 1 que se modificaran los nombres de muchas calles de la ciudad. Gracias a ello, la antigua calle Guillermo Eyzaguirre pasó a llamarse Ricardo Morales.
En esta calle está emplazado el edificio Don Agustín X, hecho en 2004, uno de los famosos condominios Don Agustín de San Miguel y símbolos de la expansión inmobiliaria en la comuna de los años 90 y principios de los 2000.

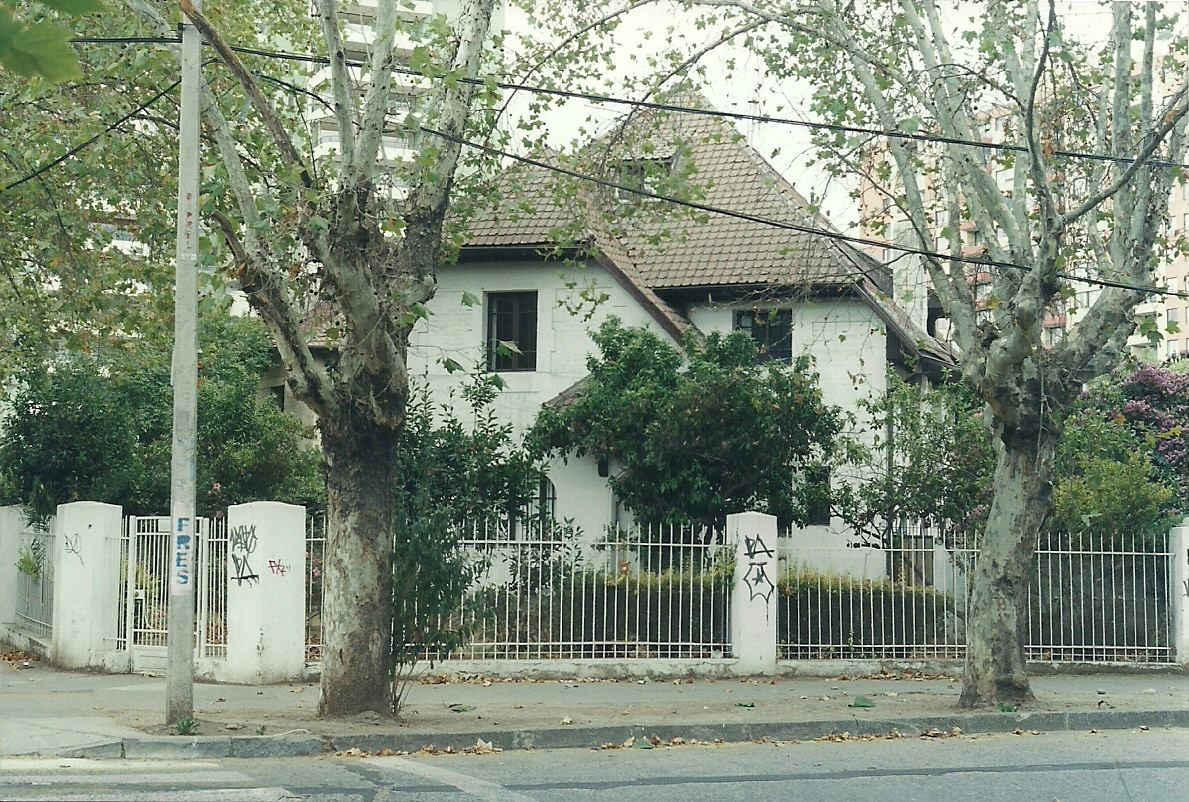
Casa en la esquina con José Joaquín Vallejos. Fue demolida en 2005.
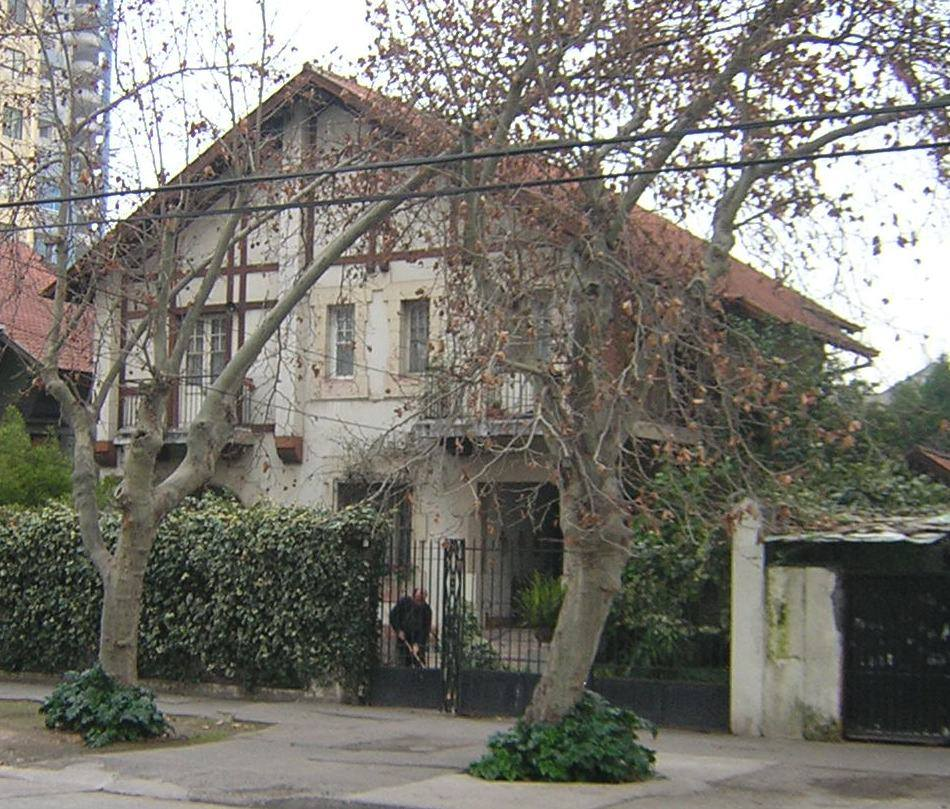
Casa en Ricardo Morales. Fue demolida en 2008.
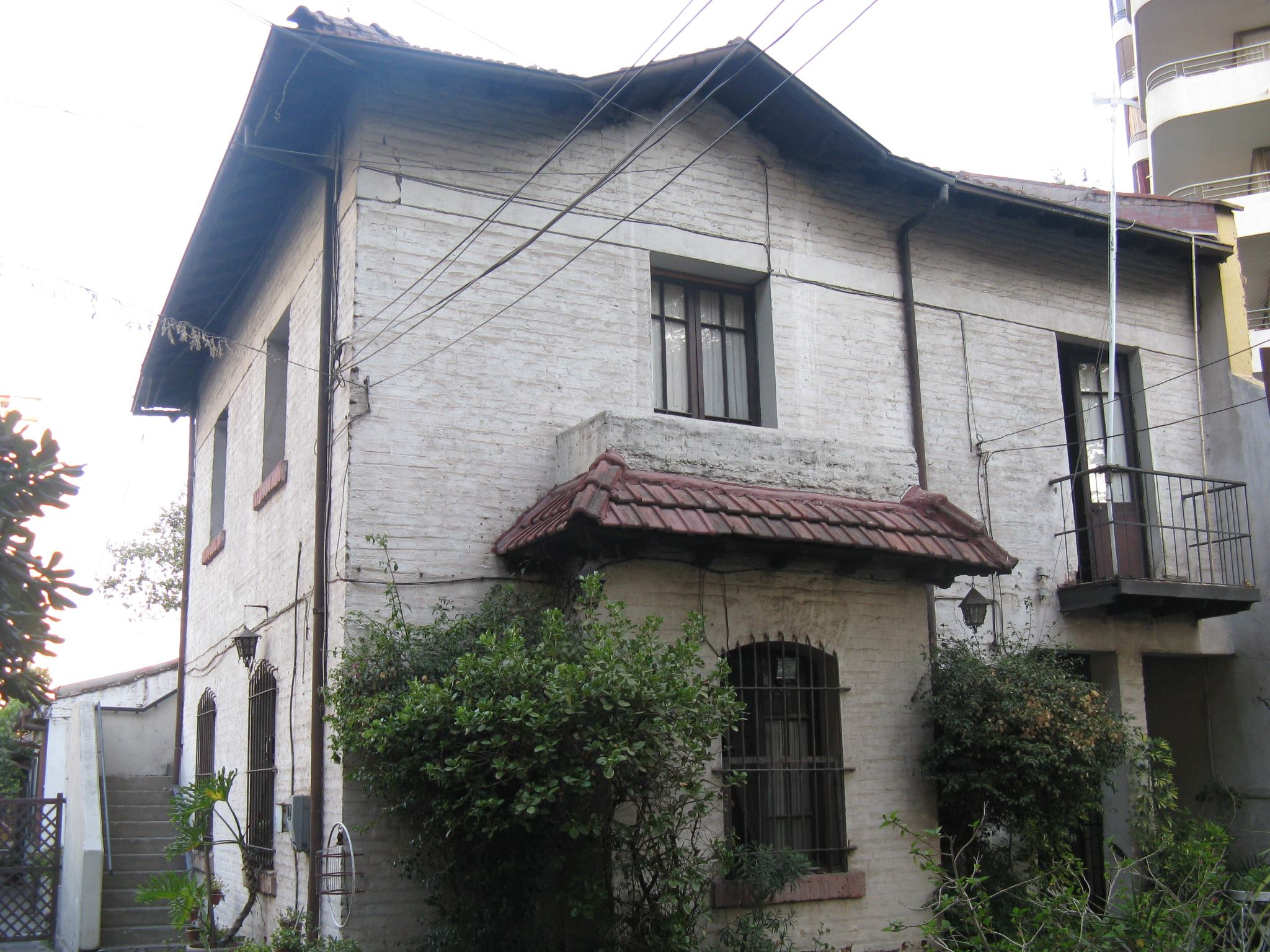
Casa en Ricardo Morales. Fue demolida en 2014.
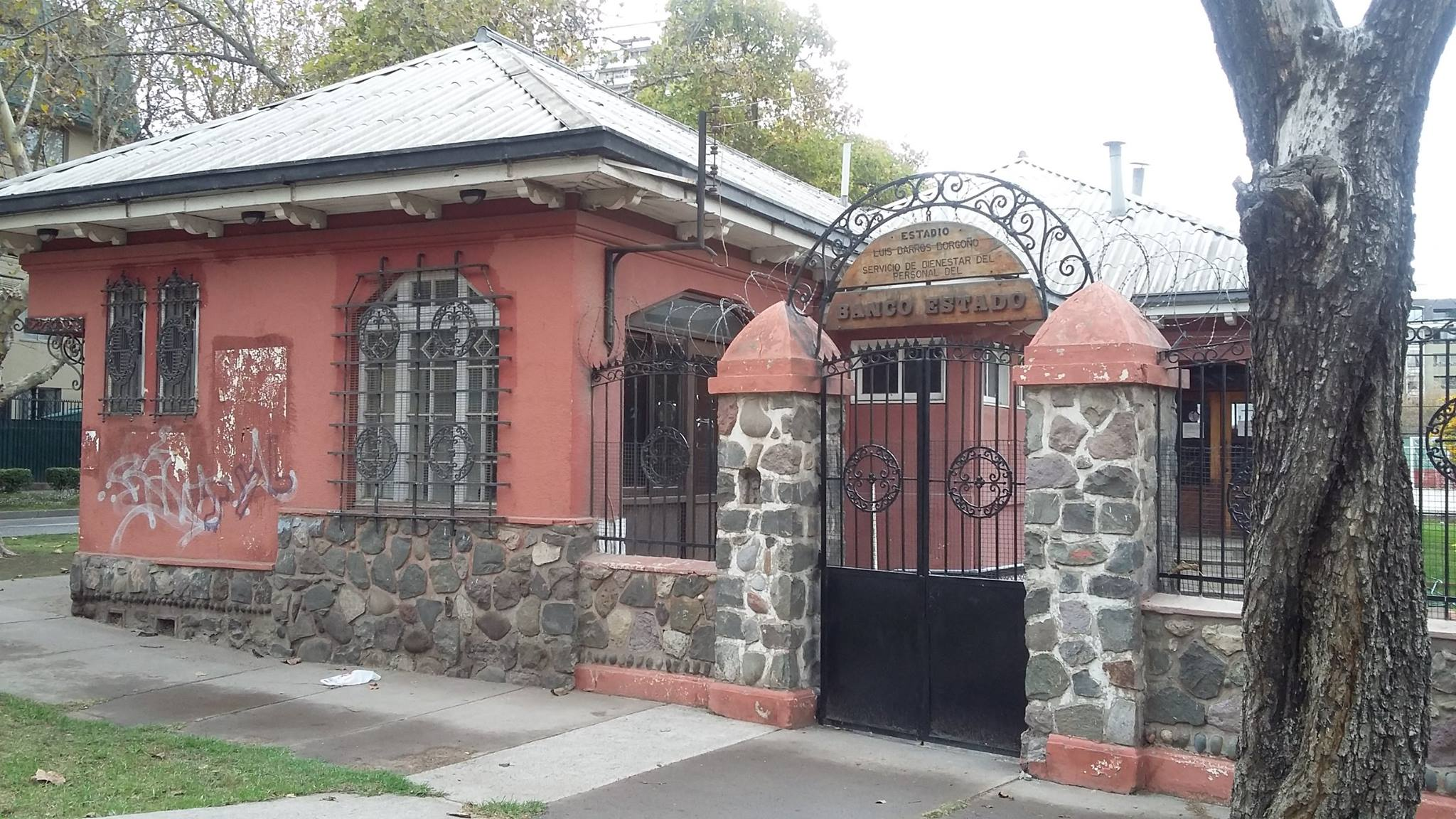
Estadio El Llano. Construido en 1924.